# 장애물
장애물(障礙物)은 본래 가로막아서 거치적거리게 하는 사물을 뜻하지만 비단, 물질적인 방해만을 뜻하지 않고 사회적, 경제적, 문화적인 요소들을 부를 때도 비슷한 의미로 사용된다.

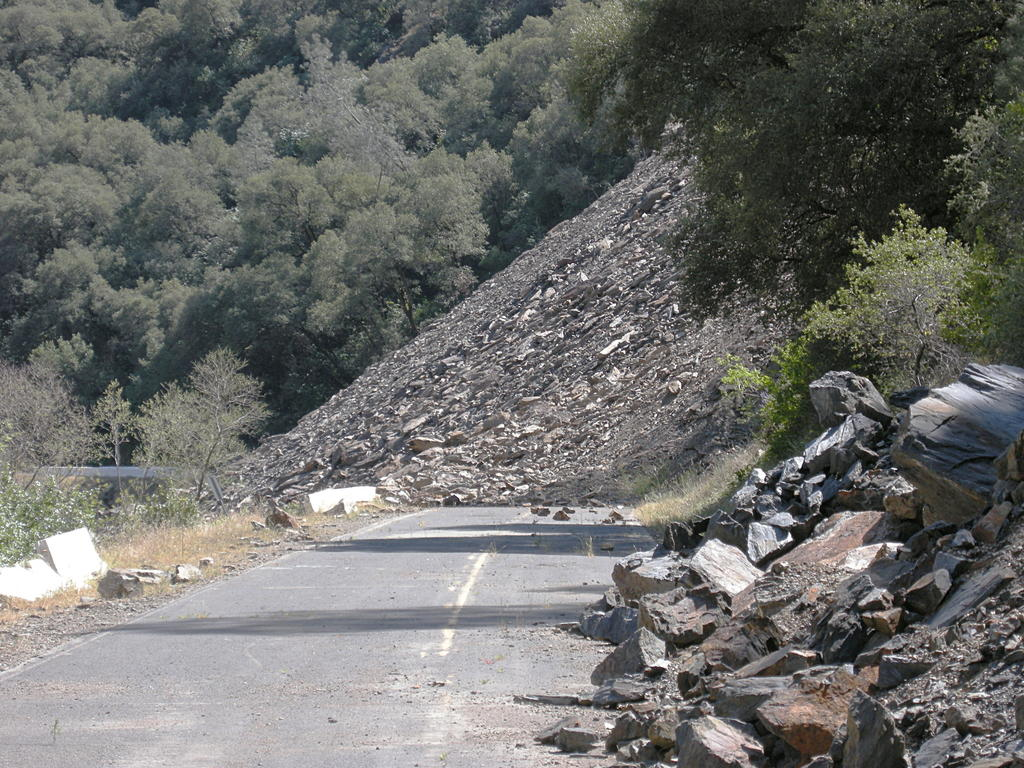
산사태로 생긴 교통 장애물

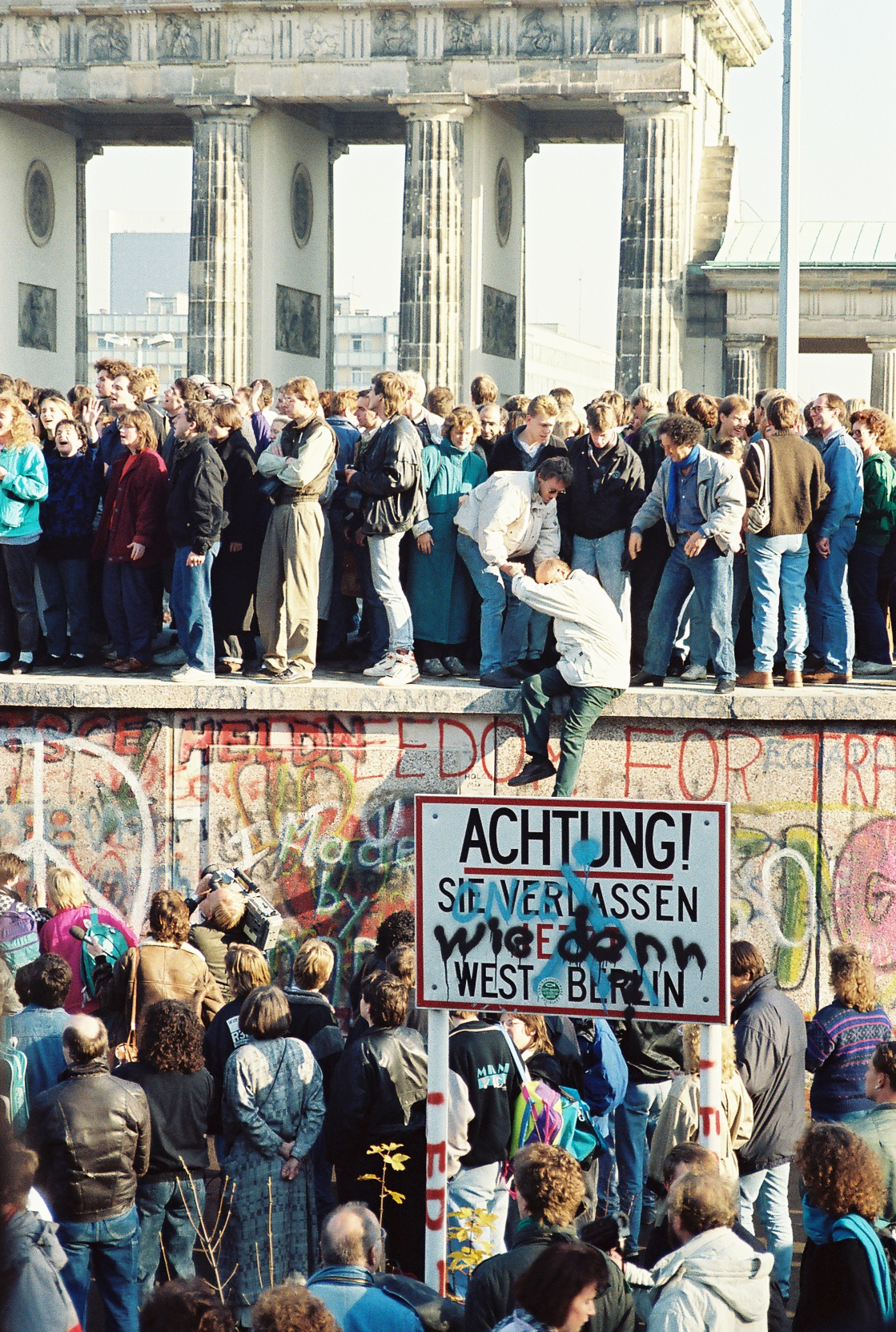
정치적인 장애물로 사용되었던 브란덴부르크 문